# Vida World Tour
Vida World Tour es la más reciente gira musical del cantante y compositor puertorriqueño Luis Fonsi. La gira se ha planteado como promoción de su nuevo disco, Vida (publicado en febrero de 2019). Las primeras fechas fueron anunciadas en marzo de ese mismo año a través de múltiples portales de internet, así como las redes sociales del cantante.
Las primeras fechas anunciadas recalan en España, Bélgica, Suiza y Hungría, aunque más adelante se confirmaron nuevas fechas que ocuparán la agenda del puertorriqueño durante todo este 2019, entre las que se incluían todas las fechas de Latinoamérica, teniendo como primera una fecha en la capital chilena. El inicio está previsto para el próximo 22 de junio en España y continuará por el resto del mundo durante 2019. Finalizó el 13 de marzo de 2020 en Orlando.

## Repertorio
Próximamente se darán más detalles sobre las canciones interpretadas por Fonsi en esta gira, que se centrará en este último disco publicado, aunque sin olvidar sus hits de siempre.

## Fechas
| Día                      | Ciudad                  | País            | Recinto                                 | Entradas | Recaudación |
| ------------------------ | ----------------------- | --------------- | --------------------------------------- | -------- | ----------- |
| 22 de junio de 2019      | Toledo                  | España          | Plaza de toros de Toledo                |          |             |
| 23 de junio de 2019      | Sevilla                 | España          | Fibes                                   |          |             |
| 25 de junio de 2019      | Torrejón de Ardoz       | España          | Recinto Ferial de Torrejón de Ardoz     |          |             |
| 28 de junio de 2019      | Arroyo de la Encomienda | España          | Plaza de Toros Multifuncional           |          |             |
| 29 de junio de 2019      | Don Benito              | España          | Club las Arenas                         |          |             |
| 30 de junio de 2019      | Madrid                  | España          | Estadio Wanda Metropolitano             | Festival | Festival    |
| 7 de julio de 2019       | Oporto                  | Portugal        | Parque da Cidade                        | Festival | Festival    |
| 9 de julio de 2019       | Valencia                | España          | Jardines del Real                       |          |             |
| 11 de julio de 2019      | Madrid                  | España          | WiZink Center                           | Festival | Festival    |
| 13 de julio de 2019      | Bree                    | Bélgica         | Festivalpark Berkenbroek                | Festival | Festival    |
| 20 de julio de 2019      | Sitges                  | España          | Parque Terramar                         | Festival | Festival    |
| 26 de julio de 2019      | Lima                    | Perú            | Estadio Nacional del Perú               | Apertura | Apertura    |
| 31 de julio de 2019      | Calella de Palafrugell  | España          | Jardín Botánico del Cap Roig            | Festival | Festival    |
| 3 de agosto de 2019      | Marbella                | España          | Cantera de Nagüeles                     | Festival | Festival    |
| 5 de agosto de 2019      | Chiclana de la Frontera | España          | Costa de Sancti Petri                   | Festival | Festival    |
| 7 de agosto de 2019      | Pineda de Mar           | España          | Espai Marítim                           | Festival | Festival    |
| 9 de agosto de 2019      | Praga                   | República Checa | PVA Expo Praha                          |          |             |
| 10 de agosto de 2019     | Mamaia                  | Rumania         | Nuba Beach Club                         |          |             |
| 13 de agosto de 2019     | Zúrich                  | Suiza           | Samsung Hall                            |          |             |
| 17 de agosto de 2019     | Budapest                | Hungría         | Budapest Sports Arena                   |          |             |
| 12 de septiembre de 2019 | Modesto                 | Estados Unidos  | Gallo Center for the Arts               |          |             |
| 13 de septiembre de 2019 | Santa Ynez              | Estados Unidos  | Chumash Casino Resort - Samala Showroom |          |             |
| 14 de septiembre de 2019 | Santa Ynez              | Estados Unidos  | Chumash Casino Resort - Samala Showroom |          |             |
| 16 de septiembre de 2019 | Saratoga                | Estados Unidos  | The Mountain Winery                     |          |             |
| 19 de septiembre de 2019 | San Diego               | Estados Unidos  | Humphrey's                              |          |             |
| 20 de septiembre de 2019 | Indio                   | Estados Unidos  | Fantasy Springs Event Center            |          |             |
| 21 de septiembre de 2019 | Temecula                | Estados Unidos  | Pechanga Summit Resort Casino           |          |             |
| 24 de septiembre de 2019 | Anaheim                 | Estados Unidos  | House of Blues                          |          |             |
| 25 de septiembre de 2019 | Pasadena                | Estados Unidos  | The Rose                                |          |             |
| 28 de septiembre de 2019 | Tucson                  | Estados Unidos  | AVA Amphitheatre                        |          |             |
| 31 de octubre de 2019    | Buenos Aires            | Argentina       | Estadio Luna Park                       |          |             |
| 5 de noviembre de 2019   | Concepción              | Chile           | Gimnasio Municipal de Concepción        |          |             |
| 7 de noviembre de 2019   | Santiago                | Chile           | Movistar Arena                          |          |             |
| 8 de noviembre de 2019   | Santiago                | Chile           | Movistar Arena                          |          |             |
| 9 de noviembre de 2019   | Asunción                | Paraguay        | Estadio General Pablo Rojas             | Cierre   | Cierre      |
| 10 de noviembre de 2019  | Bogotá                  | Colombia        | Movistar Arena                          |          |             |
| 29 de noviembre de 2019  | Nueva York              | Estados Unidos  | Prudential Center                       | Festival | Festival    |
| 7 de diciembre de 2019   | Miami                   | Estados Unidos  | American Airlines Arena                 | Festival | Festival    |
| 1 de febrero de 2020     | Jeddah                  | Arabia Saudita  | Ciudad Económica Rey Abdullah           |          |             |
| 22 de febrero de 2020    | Ciudad de Guatemala     | Guatemala       | Futeca Cardales de Cayalá               |          |             |
| 25 de febrero de 2020    | Punta del Este          | Uruguay         | Centro de Convenciones                  |          |             |
| 28 de febrero de 2020    | San Juan                | Argentina       | Complejo Costanera de Chimbas           | Festival | Festival    |
| 1 de marzo de 2020       | Asunción                | Paraguay        | Rakiura Resort                          |          |             |
| 13 de marzo de 2020      | Orlando                 | Estados Unidos  | Universal Studios                       |          |             |

### Conciertos cancelados
| Día                    | Ciudad   | País     | Recinto        | Motivo                                                       |
| ---------------------- | -------- | -------- | -------------- | ------------------------------------------------------------ |
| 2 de noviembre de 2019 | Asunción | Paraguay | Rakiura Resort | Reprogramado al 1 de marzo de 2020 por problemas logísticos. |

### Gira Promocional
| Día                    | Ciudad   | País     | Recinto                     | Evento                             |
| ---------------------- | -------- | -------- | --------------------------- | ---------------------------------- |
| 11 de julio de 2019    | Madrid   | España   | WiZink Center               | La Voz España 2019                 |
| 26 de julio de 2019    | Lima     | Perú     | Estadio Nacional del Perú   | Apertura Juegos Panamericanos 2019 |
| 9 de noviembre de 2019 | Asunción | Paraguay | Estadio General Pablo Rojas | Clausura Copa Americana 2019       |